# Donkey Kong Bananza
Donkey Kong Bananza (ドンキーコングバナンザ,, Donkī Kongu Bananza) és un videojoc de plataformes publicat el 2025 per a la Nintendo Switch 2 desenvolupat per Nintendo EPD. El jugador controla el goril·la Donkey Kong, qui s'endinsa sota terra amb una jove Pauline per recuperar uns diamants en forma de plàtan robats per un grup de simis malvats. La jugabilitat és similar a la de Super Mario Odyssey (2017), també creat per la divisió EPD, amb nivells d'exploració lliure on van assolint-se objectius, hi ha batalles contra enemics i es recullen objectes. Bananza es caracteritza pels seus entorns destructibles; el jugador pot destruir la major part del terreny per crear camins i trobar ítems.
EPD va començar a treballar en Donkey Kong Bananza després de completar Super Mario Odyssey. Va ser el primer joc de la sèrie Donkey Kong que Nintendo ha desenvolupat internament des de Donkey Kong Jungle Beat (2004), i inicialment estava plantejat per sortir per a la Nintendo Switch però va passar a ser per a la Switch 2 perquè permetia un rendiment més fluid, i fer un major ús de la mecànica de destrucció dels escenaris. Per a això, van fer ús de la tecnologia vòxel, amb la qual ja van experimentar en Odyssey. La banda sonora inclou rearranjaments de les sintonies elaborades per David Wise i Grant Kirkhope per als Donkey Kong originals de Rare, a més de material nou.
Donkey Kong Bananza va ser anunciat el 2 d'abril de 2025 en una presentació Nintendo Direct i va sortir al mercat el 17 de juliol del mateix any, i és el primer joc original de la sèrie des de Donkey Kong Country: Tropical Freeze (2004) i el primer plataformes 3D des de Donkey Kong 64 (1999). Va ser aclamat per la crítica, arribant-lo a anomenar l'Aplicació assassina de la Switch 2, apreciant-ne els gràfics, la jugabilitat i la història, però criticant-ne la càmera i els inestables fotogrames per segon.